# Leptometra celtica
Leptometra celtica is een haarster uit de familie Antedonidae. De wetenschappelijke naam van de soort werd in 1858 gepubliceerd door M'Andrew & Barrett. Het wordt gevonden in de Atlantische Oceaan rond de kusten van Noordwest-Europa.

## Beschrijving
De haarster L. celtica heeft tien geveerde armen die zo'n 7-10 cm lang die voorzien zijn van talrijke zijtakken. De armen kunnen rood/wit gestreept zijn of effen gekleurd in bruin, wit of rood. In gebieden met matige stroming is waargenomen dat exemplaren hun armen in een verticale waaier spreiden om voedsel te vangen in passerende stromingen.
De cirri van L. celtica zijn ongeveer 34-40 mm lang en variëren in kleur van groen tot wit. Ze zijn dimorf gerangschikt in onregelmatige kolommen rond de stengel van het organisme, waardoor ze zich voortbewegen en hechten aan diepzeestructuren. Onderzoek van cirri kan helpen om L. celtica te onderscheiden van de verwante Leptometra phalangium, aangezien de cirri van L. celtica korter in verhouding zijn en distaal niet gelijkmatig taps toeloopt. De distale segmenten van de cirri hebben hun distale rand licht gezwollen, zodat het dorsale profiel van het organisme een licht geschulpt uiterlijk behoudt in vergelijking met L. phalangium.
L. celtica heeft korte proximale orale pinnule-segmenten die uit de stengel steken om te kunnen voeden. De orale pinnules zijn gerangschikt in onregelmatige kolommen en zijn iets korter in lengte in vergelijking met L. phalangium. De vier laagste pinnules zijn gemiddeld tussen de 12 en 17 mm. De opening van de centrodorsale holte in L. celtica is slechts 0,35 van de centrodorsale diameter, waardoor deze vergelijkbaar is met die van andere soorten antedoniden.

## Verspreiding en leefgebied
L. celtica is te vinden in de Atlantische Oceaan, variërend van de kusten van het Verenigd Koninkrijk en de Faeröer tot de Marokkaanse kust. De soort wordt gevonden op diepten tussen 20 en 1247 meter in de westelijke Middellandse Zee en is bestudeerd in de Algarve aan de zuidwestkust van Portugal. De soort is typisch te vinden in zanderige tot modderige zandsoorten sediment. 